# Đại lộ Đông – Tây (Thành phố Hồ Chí Minh)
Đại lộ Đông – Tây hay Đại lộ Võ Văn Kiệt – Mai Chí Thọ, là một tuyến đường đi qua trung tâm Thành phố Hồ Chí Minh, được khôi phục, nâng cấp từ tuyến đường hiện hữu và xây dựng thêm tuyến đường mới để tạo thành một trục đường mới ra vào phía Nam theo hướng Đông – Tây, nhằm giảm ách tắc giao thông cho cầu Sài Gòn và các trục chính trong thành phố. Tuyến đường này đáp ứng yêu cầu lưu thông cho các cảng của thành phố đi các nơi theo hướng Đông Bắc – Tây Nam và các tỉnh Đồng bằng sông Cửu Long, tạo trục giao thông sang Thủ Thiêm, và cải thiện môi trường ven kênh mà nó đi qua, tăng vẻ mỹ quan cho thành phố.

## Vị trí
Đại lộ chạy dọc theo kênh từ Quốc lộ 1 huyện Bình Chánh đến ngã ba đường Yersin – Chương Dương gần cầu Calmette, quận 1; vượt sông Sài Gòn bằng hầm Thủ Thiêm và nối với xa lộ Hà Nội tại Ngã ba Cát Lái, Thủ Đức. Chiều dài toàn tuyến là 21,9 km, đi qua địa bàn các quận 1, 5, 6, 8, Bình Tân, huyện Bình Chánh và thành phố Thủ Đức, tạo thành một tuyến trục giao thông Đông – Tây, và kết nối hai đầu Đông Bắc – Tây Nam thành phố. Đại lộ Đông – Tây tạo điều kiện thuận lợi cho các phương tiện giao thông ra vào cảng Sài Gòn và từ đây đi các tỉnh miền Đông và miền Tây không phải đi vào trung tâm thành phố. Đây là con đường huyết mạch liên kết chặt chẽ các địa phương trong vùng kinh tế trọng điểm phía Nam.

## Các công trình chính

### Hầm Thủ Thiêm
Hầm Thủ Thiêm được thực hiện theo công nghệ hầm dìm. Đường hầm có chiều dài 1.490 m, rộng 33 m cho 6 làn xe. Công trình gồm 4 đốt hầm dài 370 m được đúc ở bể đúc tại Nhơn Trạch, Đồng Nai, sau đó được lai dắt theo đường sông về khu vực thi công để dìm xuống đáy sông Sài Gòn.

### Các hạng mục khác
- Nút giao thông với quốc lộ 1 tại huyện Bình Chánh.
- Nút giao thông với xa lộ Hà Nội tại ngã 3 Cát Lái, Thủ Đức.
- Trạm thu phí (đã tháo dỡ).[3]

### Thông số cơ bản
- Chiều dài toàn tuyến: 21,89 km.
- Chiều dài tính riêng Hầm Thủ Thiêm: 1,49 km.
- Chiều rộng mặt đường: 70 m (từ nút giao Quốc lộ 1 đến cầu Lò Gốm), 50 m (từ cầu Lò Gốm đến trước cửa hầm Thủ Thiêm ở Quận 1) và 140 m (tuyến bên phía Thành phố Thủ Đức).
- Thông số làn xe: 9-10 làn xe (tuyến bờ Tây sông Sài Gòn), 12 làn xe (phía Thủ Đức).
- Tổng mức đầu tư: hơn 13.400 tỷ đồng (tính đến năm 2010, do phải tăng vốn hơn 3.600 tỷ đồng để mở rộng thêm tại Thủ Đức).
- Dấu mốc: 31 tháng 1 năm 2005 khởi công, ngày 2 tháng 9 năm 2009 thông xe giai đoạn 1 (tuyến bờ Tây sông Sài Gòn), thông xe toàn tuyến vào ngày 20 tháng 11 năm 2011, trùng ngày thông xe hầm Thủ Thiêm.

### Thông tin về tuyến đường
- Đường Võ Văn Kiệt: 10 làn xe (đoạn từ nút giao Quốc lộ 1 đến cầu Lò Gốm), 9 làn xe (đoạn từ cầu Lò Gốm đến trước cửa hầm Thủ Thiêm).
- Đường Mai Chí Thọ: 12 làn xe.

### Thông tin về cầu, hầm
- Cầu Nước Lên: 8 làn xe.
- Cầu Rạch Cây: 10 làn xe.
- Cầu Lò Gốm: 8 làn xe.
- Hầm Thủ Thiêm: 6 làn xe.
- Cầu Kênh 1: 12 làn xe.
- Cầu Kênh 2: 12 làn xe.
- Cầu Cá Trê Lớn: 12 làn xe.
- Cầu Cá Trê Nhỏ: 12 làn xe.

### Thông tin về cầu vượt
- Cầu vượt Quốc lộ 1: 8 làn xe
- Cầu Chà Và (Thành phố Hồ Chí Minh)
- Cầu Nguyễn Tri Phương (Thành phố Hồ Chí Minh)
- Cầu Chữ Y
- Cầu Nguyễn Văn Cừ
- Cầu Ông Lãnh
- Cầu Calmette
- Cầu Mống
- Cầu Khánh Hội
- Hai nhánh cầu vượt Cát Lái: 2 làn xe

## Lịch sử

### Quá trình xây dựng

#### Lập dự án
Các nghiên cứu khả thi của dự án được tiến hành từ năm 1997. Bản kế hoạch dự án được thành lập từ tháng 1 đến tháng 9 năm 1999 do SAPROF (Special Assistance for Project Formation) tư vấn. Ngày 5 tháng 7 năm 2000, Thủ tướng Chính phủ ban hành Quyết định số 622/QĐ-TTg về việc phê duyệt đầu tư Dự án xây dựng đại lộ Đông – Tây Thành phố Hồ Chí Minh.
Dự án Đại lộ đông tây có tổng mức đầu tư là 9.864 tỷ đồng. Trong đó, vốn vay nước ngoài là 6.394 tỷ đồng từ Ngân hàng Hợp tác quốc tế Nhật Bản (JBIC) và vốn đối ứng ngân sách nhà nước 3.470 tỷ đồng. Tháng 5 năm 2010, dự án phải tăng thêm vốn khoảng 3.600 tỷ đồng do thiết kế mở rộng thêm tại tuyến ở Thủ Đức, qua đó tổng mức đầu tư lên đến hơn 13.400 tỷ đồng.

#### Giải phóng mặt bằng
Thành phố Hồ Chí Minh đã thực hiện đền bù giải tỏa mặt bằng trong 4 năm, gồm 6.754 hộ dân, 368 cơ quan, trên tổng diện tích 201,63 ha.
Ngày 2 tháng 9 năm 2009, đã thông xe đoạn đường 13,4 km từ đường Bến Chương Dương (gần bờ sông Sài Gòn, Quận 1) đến Quốc lộ 1 (huyện Bình Chánh).

#### Chính thức có tên mới

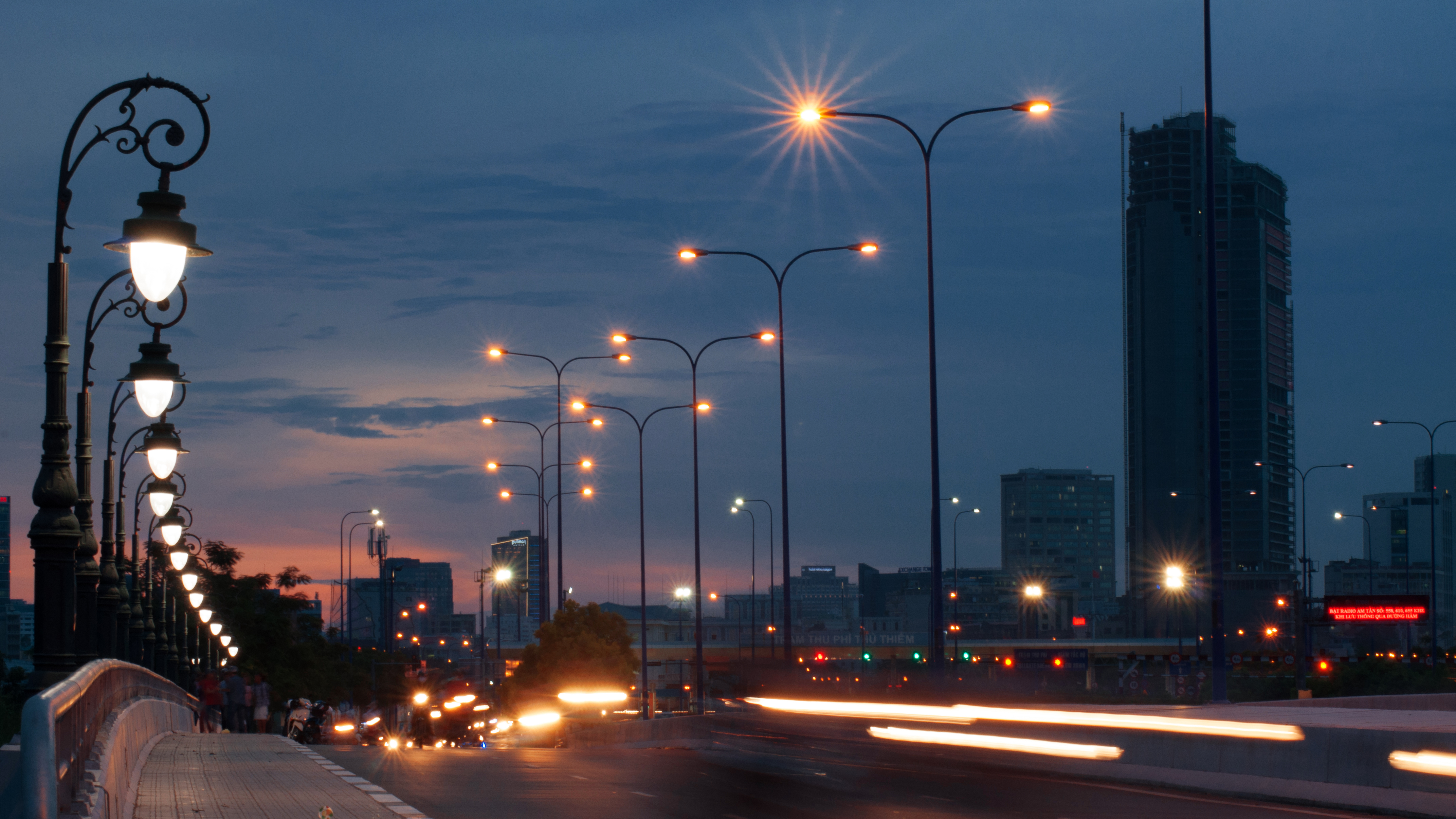
Đại lộ Mai Chí Thọ

Ngày 21 tháng 4 năm 2011, Ủy ban nhân dân thành phố ban hành Quyết định số 2030/QĐ-UBND đặt tên đường Võ Văn Kiệt cho đoạn đường từ bờ Tây sông Sài Gòn (Quận 1) đến Quốc lộ 1 (huyện Bình Chánh).
Ngày 8 tháng 8 năm 2012, theo Quyết định số 34/2012/QĐ-UBND của Ủy ban nhân dân thành phố, đoạn đường từ hầm sông Sài Gòn phía Quận 2 đến nút giao Cát Lái được đặt tên là đường Mai Chí Thọ.

## Lợi ích
Đại Lộ Đông – Tây được coi là con đường chiến lược của Thành phố Hồ Chí Minh và là điểm nhấn quan trọng nhất của cửa ngõ đi vào Thủ Thiêm, góp phần cho việc giãn dân cư đô thị về phía bờ Đông sông Sài Gòn và phía Nam thành phố, đặc biệt đối với trung tâm thương mại Thủ Thiêm thuộc thành phố Thủ Đức và giúp nơi này trở thành trung tâm của thành phố trong tương lai, khi Thành phố Hồ Chí Minh xác định sẽ phát triển về hướng đông và hướng nam. Một giá trị lớn khác của đại lộ Đông – Tây, là cải tạo môi trường ven kênh, tạo vẻ mỹ quan thành phố. Khi đại lộ này hoàn thành, những nhà chòi ổ chuột của 10.000 hộ ở hai bên kênh Tàu Hủ – Bến Nghé sẽ được thay bằng những công viên cây xanh, công trình công cộng, những hộ dân phải di dời sẽ có được cuộc sống tốt hơn và môi trường sống văn minh hơn. Ngoài ra khi xây dựng Đại lộ Đông – Tây, cầu Chà Và và cầu Chữ Y sẽ phải đập bỏ để xây dựng mới lại nhằm nâng cao độ tĩnh không của cầu để khi xe lưu thông ở Đại lộ Đông Tây sẽ chạy ở dưới cầu, điều này cũng sẽ giúp cho tĩnh không thông thuyền của kênh Tàu Hũ – Bến Nghé được nâng cao qua đó giúp cho việc phát triển giao thông và kinh tế đường thủy trở nên thuận lợi hơn.

## Cáo buộc tham nhũng
Ông Huỳnh Ngọc Sĩ, giám đốc Ban quản lý dự án đại lộ Đông – Tây, đã bị tạm đình chỉ công tác sau khi có các cáo buộc tham nhũng lên đến 2,5 triệu USD liên quan đến dự án này và lãnh đạo dự án Đại lộ Đông – Tây Thành phố Hồ Chí Minh đã được thay thế. Quá trình điều tra chỉ xác nhận ông Sĩ có nhận hối lộ 80.000 USD và gian lận việc cho ban dự án thuê nhà riêng để hưởng chênh lệch. Ngày 25 tháng 9 năm 2009, Tòa án Nhân dân Thành phố Hồ Chí Minh kết án ông Sĩ 3 năm tù vì các gian lận nói trên.